# Logis Sainte-Barbe
Le logis Sainte-Barbe est une maison située à Champteussé-sur-Baconne, en France.

## Localisation
La maison est située dans le département français de Maine-et-Loire, sur la commune de Champteussé-sur-Baconne.

## Historique
L'édifice est inscrit au titre des monuments historiques en 1974.